# Cratere Cotton
Cotton è un cratere sulla superficie di Venere. Deve il suo nome ad Eugénie Cotton, scienziata francese.